# Denís Abliazin
Denís Abliazin (Penza; 3 de agosto de 1992) es un gimnasta artístico ruso. Ha sido cinco veces medallista olímpico. En los Juegos Olímpicos de Londres de 2012 ganó la medalla de plata en potro y la de bronce en suelo. En los Juegos Olímpicos de Río de Janeiro de 2016 ganó la medalla de plata por equipos, otra plata en potro y un bronce en anillas.
Ha sido campeón del Mundo en 2014 en suelo. Además ha sido dos veces campeón de Europa en potro en 2013 y 2014, en suelo en 2014, en anillas también en 2014, y por equipos en 2014 y 2016.

## Biografía
Denís Abliazin desde niño quería ser un jugador de hockey, más tarde, comenzó ciclismo y finalmente eligió la gimnasia. El compitió en su primera escuela de Spartakiade en Cheliábinsk, con su primera victoria y regresó con la medalla de oro.
Formó parte del equipo ruso que fueron medallistas de plata que compitió en el Campeonato Europeo de 2012 en Montpellier, Francia. Denis también ganó un par de medallas de bronce en los anillos y en las finales de salto de potro.
Denís Abliazin compitió para el equipo nacional en los Juegos Olímpicos de Londres 2012, en el equipo masculino artística all-around. Él era el único gimnasta ruso artístico masculino en ganar dos medallas, una de bronce en suelo y una de plata en salto.